# Val de Briey
Val de Briey é uma comuna francesa na região administrativa do Grande Leste, no departamento de Meurthe-et-Moselle. Estende-se por uma área de 38.91 km², e possui 8.148 habitantes, segundo o censo de 2018, com uma densidade de 210 hab/km².
Foi criada, em 1 de janeiro de 2017, a partir da fusão das antigas comunas de Briey, Mancieulles e Mance.